# Danser (dokumentarfilm)
Danser er en dansk dokumentarfilm fra 2000 instrueret af Ulrik Wivel efter manuskript af Nanna Frank Møller.

## Handling
Et dynamisk portræt af den verdensberømte danske balletdanser Nikolaj Hübbe. Filmen følger den ambitiøse danser gennem tre dramatiske måneder på New York City Ballet, hvor han arbejder sammen med Peter Martins. Dansekollegaen og vennen, Ulrik Wivel, der her debuterer som instruktør, har fulgt Nikolaj Hübbe på nært hold; i fortrolige samtaler, under hårdt slid i træningssalen og på scenen. Nikolaj Hübbe befinder sig ved et afgørende vendepunkt i sit liv. Han har søgt stillingen som balletmester for Den Kongelige Danske Ballet. Får han jobbet? Hvis ikke, hvad skal der så ske?

## Medvirkende
- Nikolaj Hübbe